# Stevia rebaudiana
Stevia rebaudiana biljna je vrsta je iz roda stevija (Stevia) iz obitelji glavočiki (Asteraceae). Biljka se stoljećima rabi kao zaslađivač, ali u EU je trenutno odobrena jedino u Francuskoj kao dodatak hrani.

## Opis
Stevia rebaudiana je trajnica i zeljasta biljka koja dolazi iz subtropske klime. Nije otporna na mraz i stoga je najčešće uzgaja kao jednogodišnja biljka. Naraste od 70 do 100 cm visine i ima 2 do 3 cm dugo lišće.

## Podrijetlo
Biljka dolazi iz Paragvaja. Stoljećima ju uzgajaju domorodci Brazila i Paragvaja kao ljekovito bilje i sredstvo za zaslađivanje. Narod Guarani ju naziva ka'a he'ẽ (slatka biljka) i rabi za zaslađivanje mate-čaja.
U usporedbi s šećernom repom lišće je 30 puta, a tvar za zaslađivanje steviozid,  u čistom obliku, čak 150 do 300 puta slađi. Ona sadrži 300 puta manje kalorija od odgovarajuće količine šećera.

### Pozitivna djelovanja
U studijama je promatrano djelovanje pri snižavanju krvnog tlaka, hipoglikemije i antimikrobnost. Kod istraga u Japanu i Južnoj Americi nisu uočeni štetni učinci. Stevia je također pogodna za dijabetičare jer ne povećava razinu šećera u krvi. Nema štetnih učinaka na zube.

## Vanjske poveznice
- Scientific Committee on Food (SCF): Verwendung von Stevia rebaudiana Bertoni-Pflanzen und Blättern.  Arhivirana inačica izvorne stranice od 31. prosinca 2005. (Wayback Machine) (PDF)
- WHO: Evaluation of certain food additives (PDF)
- Weltgesundheitsorganisation (WHO): Safety evaluation of certain food additives. (PDF)
- European Stevia Association (EUSTAS): EUSTAS radi na dozvoli za uzgajanje Stevia rebaudiana u Europi.  Arhivirana inačica izvorne stranice od 16. svibnja 2010. (Wayback Machine)
- Honigblatt - Stevia rebaudiana Bertoni - Asteraceae.  Arhivirana inačica izvorne stranice od 14. prosinca 2010. (Wayback Machine)
- Stevia-Dossier in Die Zeit, 2008, Nr. 47